# ポケットモンスター X・Y
『ポケットモンスター X・Y』（ポケットモンスター エックス・ワイ）は、2013年10月12日に株式会社ポケモンから発売されたニンテンドー3DS用ロールプレイングゲーム『ポケットモンスター X』と『ポケットモンスター Y』の総称である。この項では、『ポケットモンスター X』と『ポケットモンスター Y』を扱う。
本作をサポートするために開発されたニンテンドー3DSダウンロード用ソフト『ポケモンバンク』および、それに連動して使用可能なソフト『ポケムーバー』について、詳細は「ポケモンバンク」を参照。

## 概要
『ポケットモンスター X』と『ポケットモンスター Y』は、ポケットモンスターシリーズ完全新作の6作目。今作ではプラットフォームがニンテンドー3DSになり、フィールドだけでなく、バトルシーンや登場人物、ポケモン達もポリゴンで表現されている。また、バトル画面と一部フィールドは3D表示に対応している。パッケージには、『X』に せいめいポケモンのゼルネアス、『Y』に はかいポケモンのイベルタルが描かれている。
「Pokémon Direct 2013.1.8」にて、タイトルが正式発表された。タイトルである『X・Y』について、プロデューサーの石原恒和は、「これまでのシリーズとは違う新しい次元の作品という意味も込められている」と説明しており、ディレクターの増田順一は、「X軸、Y軸のこと」と説明している。ポケットモンスターシリーズは日本で生まれたゲームタイトルであるため、これまでは国内で先行発売され、海外ではローカライズ作業の関係上、数ヶ月遅れで発売されてきたが、今作ではシリーズ初の世界同時発売（一部地域を除く）が実現された。また石原は以前に、『ポケットモンスター』の理想形は世界同時商品を作ることだと語っており、今作でそのレベルに達したといえる。
『X』と『Y』の主な違いは、特定のポケモンの出現率、出現するポケモンの種類、ポケモン図鑑のテキストで、シナリオやキャラクターの台詞に違いはほぼない。
単独で広大なカロス地方の図鑑である「カロス図鑑」は、「セントラルカロス」「コーストカロス」「マウンテンカロス」の3つに分類されている。
本編で唯一、追加バージョンは一切発売されず、『X』『Y』のみの展開となっている。

## ゲームシステム
- ゲーム開始時に主人公の性別を選択できるだけでなく、肌と瞳と髪の色の組み合わせを3タイプから選べる。これらは後で変更はできないが、目はコンタクトレンズで、髪はサロンでそれぞれ好きな色に変更可能（後述）。
- 名前の文字数制限を変更。ポケモン名は6文字（欧米では12文字）、わざ・とくせい名は8文字（欧米では16文字）にそれぞれ拡大した。
- 新たな移動方法としてローラースケートがあり、3DSのスティックを使って移動する。
- ミアレシティでのいろいろなサービスに関係する「スタイリッシュ度」があり、ミアレシティで特定の条件を満たすことで上がっていく。
- 「バトルシャトー」が追加。バトルシャトー内のトレーナーを一定数倒すごとに主人公の「爵位」が上昇し、それに応じて戦えるトレーナーも強化されるシステムで、爵位が高くなるにつれ四天王やジムリーダーといったトレーナーともバトルが出来る。
- 一部のフィールドで特定のポケモンに乗って移動が出来る。
- 「フレンドサファリ」が追加。殿堂入り後に行くことが出来るキナンシティに設置されており、ニンテンドー3DS本体に登録されているフレンドに応じて出現ポケモンが変化するシステムとなっている。フレンドがポケモンXYを所持してかつ殿堂入りをしていると、出現するポケモンが変化する。「サファリ」とあるが、過去シリーズに存在した「サファリゾーン」との関係性はなく、特殊な仕様の存在しない通常の野生ポケモン戦となる。
- ゲーム内やポケモングローバルリンク（後述、以下「PGL」）でアイテムと交換出来る「ポケマイル」が追加。
- 一部の施設を利用する際に、欧州の慣習であるチップを任意で渡すことが出来る。金額は選択式で、断っても問題はない。
- 特定の場所に「カメラおやじ」が登場。ジャイロセンサーで位置を合わせたり、絞り・ポイント・ホワイトバランスなどを調整して写真撮影ができ、ゲームシンクやSDカードに保存出来る。
- 本作品以降、ニックネームやあいさつなどに設定されている禁止ワードは、前後に数文字足しても弾かれるようになった（例：ガチンコ、うんちく、SEXY 等）。また、過去作で禁止ワードをつけたポケモンをポケムーバーなどで連れてくる際にも、デフォルトネーム（ポケモンの種族名）に戻されるようになった。
- タマゴから産まれるポケモンが入っているボールの種類はモンスターボールで固定だったが、♀の親と同じボールに入るようになった。ただし、プレシャスボール（配信用ポケモンが入っているボール）とマスターボールだけは例外でこれだけはモンスターボールになる。また、メタモンと♂を預けた場合もモンスターボールになる。
- 戦闘画面の背景にきのみの生る木や岩などが表示されている際、特定の技を使うことでバトル後に特定の道具が入手出来るようになった。
- ひとつの能力の基礎ポイントの上限値が255から252になった[注釈 2]。
- 前作までは隠れ特性を持つ♀ポケモンがいないとタマゴから産まれるポケモンに隠れ特性を遺伝出来なかったが、今作からは♂からも遺伝するようになった。また、相手がメタモンでも遺伝出来るようになった。
- タマゴグループ「未発見」のポケモン（伝説のポケモンやルリリ、リオルなど）は、出現した時に決定される「生まれつきの強さ」6項目のうち、いずれか3つが必ず最高値で出現するようになった。

### メガシンカ
「メガシンカ」とは、「メガストーン」と呼ばれる道具を持ったポケモンが、戦闘中に一時的に変身をして能力を急上昇させる要素。作中では「進化を超えた進化」と表現されており、トレーナーと強い絆で結ばれたポケモンの間で、トレーナーの持つキーストーンとポケモンの持つメガストーンが反応しメガシンカするとされる。メガシンカを使うためには、ある程度シナリオを進めると手に入るアイテム「メガリング」（キーストーンが埋め込まれている）を手に入れた後で、メガシンカさせたいポケモンに、そのポケモンの名前が付いたメガストーン（「……ナイト」というアイテム名）を持たせて戦闘に出し、「メガシンカ」のコマンドを選択すればよい。メガシンカしたポケモンは、「こうげき」「ぼうぎょ」「とくこう」「とくぼう」「すばやさ」の種類ごとの能力が上昇し、戦闘中の能力値もそれに伴い再計算され変化する（ただし、能力の上昇にともない、他の能力が低下するポケモンもいる）。また、ほとんどのポケモンの特性が変わり、中にはタイプも変わる種類も存在する。メガシンカポケモンの特性は元の特性に関わらず一つに固定されている。例えば「ふくつのこころ」と「せいしんりょく」の二つの特性を持つルカリオをメガシンカさせた場合、特性は元の特性がどちらでも「てきおうりょく」になる。中には特性が無条件で夢特性になるものもある。メガシンカして「すばやさ」が上昇し、相手のポケモンの「すばやさ」を上回っても、メガシンカしたターンでは行動順に変化はない。戦闘が終わると元の姿に戻り、また戦闘に繰り出せばメガシンカが可能になる。一度のバトルで1回（1匹）しか使えないが、複数のポケモンにメガストーンを持たせることは可能。メガシンカしたポケモンが倒され、「げんきのかけら」などを使い瀕死状態から回復させても、その戦闘中はもう一度メガシンカすることは出来ない。
コンピュータの使うポケモンはメガシンカするときは戦闘に出たらすぐにメガシンカする。
メガシンカ出来るポケモンはそのポケモンに対応したメガストーンが存在するポケモンに限定され、実際にメガシンカするにもそのポケモンが最終進化形であるか進化しないポケモンであることが条件。そのためたとえフカマルやガバイトに「ガブリアスナイト」を持たせてもメガシンカはできない。少なくともサン・ムーンの時点で、リザードンとミュウツーのみ、メガストーンが2種類ずつ存在し、持たせたメガストーンによってメガシンカの姿と能力、特性が異なる。

### フェアリータイプ
新しいタイプ「フェアリー」が追加された。フェアリータイプのポケモンには、本作で初めて登場したポケモンのみならず、サーナイト（エスパー→エスパー/フェアリー）のように既存のタイプにフェアリーが追加されたものや、ピッピ（ノーマル→フェアリー）のようにタイプが変更されたものが存在する。英語で「妖精」を意味するフェアリーの文字通り、このタイプを持つポケモンは、タマゴグループ「妖精」に分類されるポケモンや、そうでなくとも可愛らしい外見をしている傾向にある。また、次々作『ポケットモンスター サン・ムーン』でのフェアリータイプのゼンリョクポーズも妖精の翔び立つ姿を描いた可愛らしいポーズになっている。
タイプの相性について、「フェアリー」タイプの技は、「かくとう」「ドラゴン」「あく」に対して「こうかはばつぐん」、「どく」「はがね」「ほのお」タイプに対して「こうかはいまひとつ」となる。「フェアリー」に対して、「どく」「はがね」タイプの技は「こうかはばつぐん」、「かくとう」「むし」「あく」タイプの技は「こうかはいまひとつ」、「ドラゴン」タイプの技は「こうかがない」となる。

### コスチューム
洋服やコンタクトレンズで、主人公の外見をある程度に変更出来る要素。カロス地方各地のブティックで購入出来る「ぼうし」「トップス」「ボトムス」「ワンピース（女の子のみ）「くつした」「くつ」「バッグ」「ぼうしかざり」をそれぞれ組み合わせることで、自由に服装をコーディネート出来る。ミアレシティにあるヘアサロンでは、髪型と髪の毛の色を数種類から選択出来る。また、アイテム「レンズケース」を入手した後は、コンタクトを変えることによって瞳の色を変更することが出来る。これらはどれもポケモンセンター内にある「フィッティングルーム」で行う。変更された外見はゲーム中いかなる場合でも反映される。

### PSS
PSS（プレイヤーサーチシステム）とは、通信プレイに関係した要素を一元化したもので、ゲーム中では下画面に表示されている。
インターネットに接続している場合の通常時の画面には、フレンド登録したプレイヤー「ともだち」、通信をしたことがあるプレイヤー「しりあい」、周囲やインターネット上に同時に接続しているプレイヤーの一部「とおりすがり」がそれぞれ表示される。
画面上部のメニューアイコンをタッチする、またはスタートボタンを押すと以下のアイコンが表示され、タッチすることでそれらの機能を使用することが出来る。
対戦・交換
ポケモン対戦や交換を行う。近くの人と対戦する「赤外線通信」、周りの人と対戦する「ローカル通信」、遠くの人と対戦する「インターネット対戦」の3種類がある。いずれも基本画面から相手を選べる。
バトルスポット
インターネットに接続して世界中の人とポケモン対戦が出来る。「ランダムマッチ」と「インターネット大会」の2種類がある。
ランダムマッチ
見知らぬ相手とランダムにマッチングして対戦をする。全てのポケモンが使える「フリーバトル」とPGLでレートが計算される「レーティングバトル」がある。
バトル大会
PGL経由で開催される、特別なルールを用いるインターネット大会。

ミラクル交換
見知らぬ相手とランダムにポケモン交換が出来るシステム。普通の交換とは違い、もらえるポケモンやプレイヤーは選ぶことが出来ない。
ハッピーサイン
好きな言葉を入力し、他の人に送信出来る。
ホロキャスター
いつの間に通信を用いてポケモンのニュースを受信・閲覧出来る。すれちがい通信を受信することでポケマイルがもらえる。
GTS
グローバル・トレード・ステーション。『ダイヤモンド・パール』から導入された、全世界のプレイヤーとポケモン交換が出来るシステム。本作ではポケモン名の「直接入力」が可能になっている。
ゲームシンク
PGLにゲームの情報を送受信出来る。『ブラック・ホワイト』にもあったが、今作ではポケモンを眠らせられない。
Oパワー
フィールド上で使用することでポケモンバトルや育成に関する様々な恩恵を受けられる特別な力。各パワーはキズナおやじという人物からもらえる。どのパワーも有効時間は3分でLvは3まで上昇する。
『ブラック・ホワイト』にあったデルパワーとほぼ同等だが、今作では使用するためのパワーポイントは時間経過で回復し、回復量は3DS本体の歩数計で変動する。
お気に入りリスト
他のプレイヤーを登録することでプロフィールが閲覧出来る。
MYプロフィール
自分のプロフィールが編集出来る。
PSS設定
PSSの設定を行う。

### スパトレ
スパトレは、ポケモンの基礎ポイントを伸ばすためのゲーム。ベーストレーニングとスーパートレーニングの2つがある。PSS同様、下画面に表示される。これまでのシリーズでは隠しパラメータとされ、ゲーム中では直接表示されなかった基礎ポイントだが、スパトレでは6角形のグラフで大まかに表示される。
ベーストレーニングでは、画面に表示されたサンドバッグをタッチして叩くことで、そのとき選択していたポケモンに対してサンドバッグごとに対応した基礎ポイントが与えられる。サンドバッグはスーパートレーニングをクリアしていくと種類が増える。何もせず放っておいても、ポケモンは一定感覚でサンドバッグを叩く。スーパートレーニングと違い、特に操作をせずとも楽に基礎ポイントをためることが出来るが、こちらのほうがより時間を要する。
スーパートレーニングは、ポケモンの形をしたバルーンロボとサッカー形式の対戦をするスポーツゲーム。バルーンの付近に表示される動くゴールポスト型の目標を正確にタッチすると、ポケモンがボールを入れスコアが増える。バルーンロボから射出されたボールがポケモンに当たってしまうとスコアが減少する。飛んでくるボールは横移動で回避することが出来る。制限時間内に目標スコアに達するとクリアとなり、スーパートレーニングの種類に応じた基礎ポイントが与えられる。サンドバッグもこれらのトレーニングをクリアすると種類が増えていく。シュートの威力や蹴ったボールの速度などはポケモンの「のうりょく」が上がると連動して上昇する。あらかじめ、スーパートレーニングの種類に対応したサンドバッグを使いベーストレーニングをしておくことで、クリアしたときの基礎ポイントを増やすことも出来る。

### ポケパルレ
ポケパルレでは、下画面に表示された自分のポケモンと触れ合うことが出来る。ポケモン1匹ごとに「なかよし」「おなか」「あそび」、それぞれ5段階で表されるステータスがあり、いろいろな遊びを通してこの3つの度合いが変化していく。
タッチペンかや指でポケモンをなでると、なでた場所によって喜ぶ場合と嫌がる場合があり、喜ぶと「なかよし」が上昇する。嫌がるような行為をしたりピカチュウの頬のような急所に触っても「なかよし」は上がらない。「あそび」が低かったり、何度も同じ場所をなでた場合は上昇しにくい。
ポケモンの周辺に「ポフレ」（ポケモンのお菓子）のアイコンが浮かんでいるときは、ポケモンの「おなか」がすいていることを示しており、ポフレを与えると「なかよし」と「おなか」が上昇する。ポフレには複数の種類があり、ポケモンごとに好みが異なる。トランセルのような蛹の姿をした一部のポケモンはポフレを食べない。
状態異常でない手持ちのポケモンが3匹以上いる場合は、ミニゲームで遊ぶことが出来る。ミニゲームは3種類あり、それぞれに難易度「やさしい」「ふつう」「むずかしい」「むげん」の4つのランクが設定されている。ミニゲームのランクとスコアによって報酬としてもらえるポフレと称号が変わる。基本的には、ポフレを手に入れるための要素。
ポケモンをタッチせずに眺めていると、顔マネあそびが始めることがある。下画面にフキダシが表示されてから15秒以内に、そのお題にあった表情をプレイヤーがすると成功となる。5回連続で成功するとそのポケモンの「なかよし」と「あそび」が上昇し、「おなか」が減る。
ポケモンの「なかよし」が上昇したり、ミニゲームで特定の条件を満たしたりすると、もようがえのグッズが手に入る。もようがえのグッズはポケモンの部屋（つまりポケパルレの通常時の下画面）のコーディネートに使う。
「なかよし」が高いともらえる経験値が通常より増える、ひんしになるようなダメージを受けても残りHP1で耐えるなどのメリットがある。これらは通信対戦中は影響しない。

### 群れバトル
草むらを歩いていると、野生のポケモン5匹が同時に出現し、1対5のバトルになることがある。一部を除くフィールドで「あまいかおり」を使った場合は必ず発生する。数的不利とはいえ、相手のレベルは通常の野生のポケモンよりも大幅に低く設定されている。同じポケモンが5匹出現した場合は、ランダムで隠れ特性の個体が出現する。相手が残り1匹でないと捕獲用のボールを使うことは出来ない。

### スカイバトル
こちらが「ひこう」タイプか特性「ふゆう」のポケモンを所持している状態で、各地に点在する「スカイトレーナー」と視線があうとスカイバトルをすることが出来る。参加出来るポケモンが制限されている以外は通常のバトルと同じだが、「なみのり」や「じしん」のような世界観設定的に地形と関係する一部の技は使用出来ない。「ひこう」タイプでも、カモネギのような地に足が着いているグラフィックのポケモンは例外的に参加出来ない。

### トレーナープロモ
トレーナープロモは、主人公やポケモンの魅力を表現した10秒間の映像作品。ミアレシティのトレーナープロモスタジオで作成出来る。プリセットの「イベント素材」の組み合わせを選んで簡単に作れる「おまかせ」と、背景やエフェクト、音楽、顔の表情を細かく指定出来る「じぶんでつくる」の2パターンがある。スタジオ内ではプロモ用にメイクをすることも出来る。「イベント素材」は主人公の「スタイリッシュ度」を上げることで増えていく。

### タイプに関する仕様変更
- 「でんき」タイプのポケモンは「まひ」状態にならない。
- 「くさ」タイプのポケモンには粉や胞子の技が効かない。
- 「こおり」タイプのポケモンは「こおり」状態にならない。
- 「ゴースト」タイプのポケモンは、相手を逃げられなくする技や特性の効果を受け付けない。
- 「ゴースト」タイプと「あく」タイプの技が、「はがね」タイプには通常ダメージとなった。

### 経験値に関する仕様変更
- 野生のポケモンを捕獲した場合も、倒したときと同じように経験値をもらえるようになった。
- 戦闘中にポケモンを入れ替えた場合でも、もらえる経験値は等分されず、戦闘に一度でも出たポケモンすべてが100%の量をもらえるようになった。
- 人と交換したポケモンのみならず、レベルアップによる進化をキャンセルしたポケモンとポケパルレで絆を深めたポケモンも、それぞれ経験値を多めにもらえる。経験値増加の効果は重複するため、複数の条件を満たす場合は獲得経験値が大幅に増加することになる。
- 『ブラック・ホワイト』『ブラック2・ホワイト2』にあった、自分と相手のレベル差でもらえる経験値が変動する仕組みは廃止された。
- 「がくしゅうそうち」について、カテゴリが「たいせつなもの」に変更され、前作までは持たせたポケモンにしか経験値が分け与えられなかったが、今作ではすべての手持ちのポケモンに、戦闘に出た場合の半分を分け与えるという効果になった。『赤・緑・青・ピカチュウ』時代の効果に似ているが、バトルに出たポケモンの取り分が減ることはない。入手時のデフォルト設定はオンになっているが、自由にオン/オフを切り替え可能。

## 登場人物
担当声優はメディアミックス作品での配役。テレビアニメシリーズでの配役はアニメ版ポケットモンスターの登場人物を参照。

### 主人公・町の住民
主人公
声 - 鬼頭明里（ポケマス〈セレナ〉）
本作の主人公。本編開始前にアサメタウンに引っ越してきた。ジムリーダーのコルニから「メガリング」をもらい、以降はそれを腕にはめている。過去作の主人公よりも少し頭身が高い。カルム / セレナからは時折「おとなりさん」と呼ばれている。
肌の色の選択や着せ替えが可能。このため過去作の主人公とは違い、外見がプレイヤーによって異なることも多い。
『ポケモンマスターズ』では、女主人公がセレナの名前で登場する。
カルム / セレナ
声 - 小野賢章（ポケマス〈カルム〉）
主人公と同じ町に住む隣人。容姿は選ばれなかったほうの主人公と同じだが、服装が一部異なっている。男なら「カルム」、女なら「セレナ」という名前になる。
両親は優秀なポケモントレーナーだったといわれ、本人もポケモンバトルに関しては、非常に真剣な姿勢で臨んでおり、自分よりも上を行く主人公のことはトレーナーとして強く意識している様子。
主人公とはバトルをするだけでなく、一緒に戦うことも多い。フレア団の起こした事件後は、フラダリの思想に対して一定の理解を示した。
最初のポケモンは、主人公が選んだポケモンに対して有利なタイプのポケモンを選ぶ。最終的な手持ちのポケモンは、ニャオニクス（性別はトレーナー本人と同じ）、チルタリス♀、ピクシー♀、アブソル♂と、サンダース♂、マフォクシー♂またはブースター♂、ゲッコウガ♂またはシャワーズ♂、ブリガロン♂の6匹で、アブソルをメガシンカさせてくる。

サナ
声 - 下田麻美（ポケマス）
主人公の友人で褐色の少女。ライバルと同じく主人公が最初に選ぶポケモンで使用するポケモンが変動する。
自分の夢を探しながら、主人公と友達としていられる時を何よりも大事にしている。ハクダンの森では主人公と共に同行する。
殿堂入り後は彼女が選んだ最初のポケモンの一匹を交換で貰うことが出来るが、他の地方に行くことを話して旅に出る。
19ばんどうろで使用する最終的なポケモンはエネコロロ・ヌメルゴンと、ブリガロン・マフォクシー・ゲッコウガのいずれか一匹。
ティエルノ
声 - 粕谷大介（ポケマス）
主人公の友人で巨漢な少年。主人公達に博士から頼まれたポケモンを渡す。バニプッチがプリントされたTシャツを着ている。
見かけによらず穏やかな性格で、ダンスが大好き。ポケモン達とダンスチームを作ることを目標としている。
殿堂入り後はヒヨクシティで「……のまい」「……ダンス」などの技を覚えたポケモンを探しており、連れてくると1日1枚ハートのウロコが貰える。
19ばんどうろで使用する最終的なポケモンはファイアロー・ロズレイド・シザリガー。
トロバ
声 - 森彩香（ポケマス）
主人公の友人で小柄な少年。主人公達に博士から頼まれたポケモン図鑑を渡す。丸く膨らんだ髪型で、リュックを背負っている。
控えめな性格であり、他者に対して常に丁寧な口調で話す。好奇心旺盛で、ポケモン図鑑の完成を誰よりも早く目指している。
ミアレシティの一画に彼の家があり、姉が住んでいる。両親が旅行好きで、その血を引いているとも言える。
殿堂入り後はセキタイタウンでメガシンカ出来るポケモンの情報を教えてくれるが、何故かミュウツーも捕獲している台詞もある。
19ばんどうろで使用する最終的なポケモンはライチュウ・プテラ・フラージェス（オレンジいろのはな）。
プラターヌ博士
声 - 小西克幸（ポケマス） / 井上剛（Evolutions）
カロス地方の博士。ミアレシティの研究所で「ポケモンの進化」について研究している。自信家な性格。フラダリとは知り合いの関係である。
研究所の2階にいる研究員の会話によると、若い頃は同じ研究分野であるシンオウ地方のナナカマド博士に師事していた。
シリーズとしては初めて主人公にバトルを挑む博士でもある。バトルに勝つと、フシギダネ・ヒトカゲ・ゼニガメのうち一体とメガストーンを貰える。レンリタウンでも主人公にバトルを挑んでくる。
ジーナ、デクシオ
声 - 古賀葵（ジーナ）、市来光弘（デクシオ）〈ポケマス〉
プラターヌ博士の弟子で、主人公達5人の先輩にあたる。ジーナが女性で、デクシオが男性。カロス地方を旅する主人公の前に度々現れ、ポケモン図鑑のバージョンアップや冒険のサポートをしてくれる。作中では仮面とマントをつけて登場することがある。
『サン・ムーン』にも登場。ジガルデの調査を主人公に依頼する他、殿堂入り後はデクシオがメガシンカを実戦で披露するとキーストーンをくれる。また、バトルツリーでも「サン」でデクシオ、「ムーン」でジーナが登場。殿堂入り後イベントでのデクシオの手持ちはエーフィ、ヤドキング、ライチュウ（アローラのすがた）、メタグロス、フーディンで、フーディンをメガシンカさせる。バトルツリーでの手持ちはデクシオがキュウコン（アローラのすがた）、ヤドラン、エーフィ、エルフーン、ウォーグル、ナゲツケサル、バクガメス、ジーナがサンドパン（アローラのすがた）、グレイシア、ユキノオー、ドレディア、バルジーナ、ヤレユータン、ジジーロン。デクシオのヤドランとジーナのユキノオーはメガシンカしてくる場合がある。
AZ（エーゼット）
声 - 土師孝也（ジェネレーションズ）
冒険の途中で出会う謎の男。3メートルもの巨体が特徴的な老人。メインストーリーの重要な鍵を握っている。フラダリが「3000年前のカロスの王と同じ名前」と言っているが、実はそのカロス王本人である。
当時起きていた戦争が長期化し、自分の友であるフラエッテも兵として駆り出されることになり、戦死してしまう。それに悲しんだAZは「死んだものを生き返らせる装置」の開発に着手してそれを完成、フラエッテを蘇生させるが、その装置は大量に他のポケモンの命を吸い上げることで起動するものであり、自分の蘇生のために膨大なポケモンが死んだという事実を知ったフラエッテはAZのもとを去り、絶望して自暴自棄になったAZは装置を暴走させてそのエネルギーで事の元凶である当時のカロス地方そのものを焼き尽くして壊滅に追いやり、装置は「最終兵器」として後の歴史に伝わることとなる。だが、装置を暴走させた際に蘇生のエネルギーを浴びたAZは不老不死に近い存在となって生き残ってしまい、失意のまま3000年間ずっとカロス地方を彷徨っていた。
主人公たちが再び稼働してしまった最終兵器による惨劇を阻止したことで未来の世代や世界への希望を取り戻し、主人公が新チャンピオンになるとともにフレア団の野望を阻止したパレードの前に姿を見せ、ポケモントレーナーがどんなものが知りたいと手合わせを求めてくる。そしてその戦いの直後、自分と同じく不老不死となっていた友のフラエッテが舞い降りてきて、3000年ぶりの再会を果たすことが出来た。使用ポケモンはゴルーグ、シンボラー、コータス。
『オメガルビー・アルファサファイア』ではエピソードデルタにおいてミクリと流星の民の末裔の話から、ホウエン地方のルネシティに大木を寄贈していたことが明かされている。また、AZが発明した最終兵器の動力エネルギーのシステムは、ホウエン地方の企業・デボンコーポレーションがそのシステムを平和利用しようとメカニズムを解析し改良（生体エネルギーを動力とするのは同じだが、それを増幅させるなどしてポケモンの命は奪わないようになった）して「∞（むげんだい）エナジー」を完成、技術が現代において平和的な形で蘇ることになった。
サキ
主人公の母親。元サイホーンレーサー。アサメタウンに暮らしている。主人公が道具の間違った使い方をしようとした際には注意を促す。
パンジー
ビオラの姉。ミアレシティにある出版社「ミアレ出版」でジャーナリストとして働いており、妹のいるハクダンシティで主人公に「がくしゅうそうち」を渡す。その後、ミアレ出版では彼女がミアレシティの道案内を行う。妹と同じく太眉毛で、髪の毛先がカールしている。
クロケア
主人公がポケモンを預けているパソコンのボックスの管理者。コボクシティに住んでおり、カントー地方にいるマサキに頼まれてカロス地方の預かりシステムを管理している。一般トレーナーのバッドガイと同じ外見をしている。
メガシンカおやじ
コルニの祖父。本名は「コンコンブル」で、メガシンカの研究を行っている。
ユリーカ
シトロンの妹。ジム内ではクイズの出題も担当する。幼いながらもかなりのしっかり者。
カメラおやじ
カメラの看板がある場所を調べると現れる人物。主人公の写真を撮影してくれる。
キズナおやじ
時折主人公が訪れる町に現れる人物。ほとんどの場合ポケモンセンターやホテルの中にいる。「Oパワー」の伝道者で、主人公にOパワーを与える役目を持っている。岡っ引きのような口調で話す。
『オメガルビー・アルファサファイア』では彼の過去が描かれており、キンセツシティのキンセツヒルズに住む「力なき男」だったがメルヘンおやじ、ナウイおやじ、シンガーソングおやじ、グッズ交換おやじ、伝説おやじの5人のおやじ達から自分たちの代わりにキズナを広めるよう「Oパワー」を与えられ、キズナおやじに変化した。
思い出娘
ヒャッコクシティのポケモンセンター近くにいる少女。自分が捕まえたポケモンの覚えている思い出を聞くことが出来る。一般トレーナーのふりそでと同じ外見をしている。
サカサ
18番道路の民家にいるサイキッカーのポケモントレーナー。ポケモンのタイプの相性を反転する「さかさバトル」で1日1回だけ対戦出来る。勝利後、バトルの内容によってさまざまな道具が貰える。
『オメガルビー・アルファサファイア』では店長に化けて登場。キンセツシティの「バトルサービスさかさ」にいる。
ハンサム
声 - 堀内賢雄（ジェネレーションズ） / 北島善紀（ポケマス）
殿堂入り後に登場する、『プラチナ』『ブラック・ホワイト』にも登場した国際警察所属の男性。本作ではミアレシティの探偵事務所「ハンサムハウス」で所長を勤め、主人公をバディ（相棒）として雇う。かつては相棒のポケモンを所有していたが、現在は殉職している。全ての依頼をクリアした後、自分の正体を明かして主人公に別れを告げた。
マチエール / エスプリ
声 - 内田真礼（ジェネレーションズ・ポケマス）
探偵の任務で出会った褐色肌の少女で、ニャスパーの「もこお」（声 - 芝崎典子〈ジェネレーションズ〉）を大事に育てている。幼く見えるが、年齢は16歳。ミアレシティの路地裏で暮らしていたが、ハンサムの好意によりハンサムハウスで暮らすことになる。
ハンサムに頼りきりではいけないと思い、隠れてアルバイトを始めるが、それはクセロシキのエクスパンションスーツの研究の手伝いであった。スーツを着たマチエールは「エスプリ」の名前で操られ様々な事件を起こすが、ハンサムと主人公によって解決される。
ハンサムが街を去った後はハンサムハウスの2代目の所長に就任する。

### ジムリーダー
本作のジムリーダーは全員がバトルシャトーで爵位を持っており、マーキスorマーショネス以上になるとバトルシャトーにたまに現れて再戦が可能になる。ザクロを除き、エース格のポケモンは全て本作で初登場したポケモンである。
ビオラ
声 - 遠藤綾（ポケマス）
ハクダンジムのジムリーダーで、むしタイプの使い手。キャッチコピーは「笑顔を 見逃さない カメラガール」。
太い眉毛と毛先のカールした髪が特徴の女性で、「いいんじゃない、いいんじゃないの！」が口癖。ポケモンの写真家も兼ねており、一眼レフカメラを持っている。
ジムの内部は蜘蛛の巣で出来た迷路になっている。使用ポケモンはアメタマ・ビビヨン（はなぞののもよう）。エースはビビヨン。
バトルに勝利するとバグバッジとわざマシン83「まとわりつく」が貰える。
名前はスミレ科の植物のビオラから。
ザクロ
声 - 福西勝也（ポケマス）
ショウヨウジムのジムリーダーで、いわタイプの使い手。キャッチコピーは「ワイルド マイルド ロッククライマー」。
色黒でダンサーのような身軽な格好をした男性。派手な見た目とは裏腹に、丁寧な口調で話す。本業はロッククライマー。
ボルダリングや自転車レースなどスポーツが得意だが、長い手足をコンプレックスとしており、ボルダリング以外にどう活用すれば良いか悩んでいる。
ジムの内部はボルダリングのアスレチックジム。使用ポケモンはアマルス・チゴラス。ジムリーダー・四天王・チャンピオンの中で唯一エース格のポケモンがおらず過去作に登場したポケモンがいない。
ジムに入る前に、ひでんマシン04「かいりき」が貰える。「自分のバッジを取得することでフィールド上で使えるようになるひでんマシンを、そのジムリーダー自らが主人公に与える」というケースは、ザクロが初であり、他は『オメガルビー・アルファサファイア』のミクリだけである。
バトルに勝利するとウォールバッジとわざマシン39「がんせきふうじ」が貰える。
名前は果物のザクロから。
コルニ
声 - 美波わかな（ポケマス）
シャラジムのジムリーダーで、かくとうタイプの使い手。キャッチコピーは「エボリューション ファイター!」。
ローラースケートを履き、髪の毛をポニーテールで結んだ少女。頭にはヘルメットを被っており、左手に「メガグローブ」を装着している。メガシンカおやじ（コンコンブル）の孫娘で、旅の途中でも何度か出会う。シャラジム戦後にマスタータワーでの継承者としての彼女とのバトルを経て、主人公はメガシンカが可能となる。なお、継承者としてバトルする際のみ立ち絵が変わる。
ジムの内部は巨大なローラースケートパークになっており、ローラースケートで滑っているトレーナー全員とバトルし勝利すると、中央のステージへ辿りつける。ジム戦での使用ポケモンはコジョフー・ゴーリキー・ルチャブル。エースはルチャブル。
バトルに勝利するとファイトバッジとわざマシン98「グロウパンチ」が貰える。
セキタイタウンや継承者としてバトルする時はルカリオを使用。その際に連れている2匹のルカリオのうち、1匹は主人公を気に入り、継承者バトルでは主人公の手持ちポケモンとして戦う。継承者バトル終了後、主人公と共に戦ったルカリオはそのままコルニから譲り渡される。バトルシャトーではエースポケモンはルカリオになり、ジムリーダーの中で唯一メガシンカを使用する。
名前はピクルスキュウリのフランス語のコルニションから。
フクジ
声 - 中博史（ポケマス）
ヒヨクジムのジムリーダーで、くさタイプの使い手。キャッチコピーは「いまなお 花を咲かす 老樹」。
ボーイスカウトのような服装をした老人。副業として庭師をやっており、愛用の大きなハサミを持っている。アスファルトをも貫く植物の強さに憧れている。
ジムの内部は巨大なアスレチックの柱をロープで辿り、頂上まで進んでいく。使用ポケモンはワタッコ・ウツドン・ゴーゴート。エースはゴーゴート。
バトルに勝利するとプラントバッジとわざマシン86「くさむすび」が貰える。
名前はキンポウゲ科の多年草のフクジュソウから。
シトロン
声 - 阪口大助（ポケマス）
ミアレジムのジムリーダーで、でんきタイプの使い手。キャッチコピーは「世界を 明るくする 発明家」。
大きな丸眼鏡を掛けている少年。エイパムの手とエレザードの襟を模した形の、2つのアームがついたリュックを背負っている。発明家で、スーパートレーニングを開発したのも彼である。科学に興味を持っており、新たな発明に情熱を注いでいるが、ポケモンと過ごす毎日も大切にしている。サナとは友達で、サナがフラダリラボでロックされた電子ドアを開ける際に、彼の発明品を使用した。
ジムの内部は妹のユリーカが出すポケモンのシルエットを当てるクイズを解いて進む方式。なおクイズの答えを発表する前に、正解・不正解関係なくポケモンバトルが行われる。使用ポケモンはエモンガ・レアコイル・エレザード。エースはエレザード。
バトルに勝利するとボルテージバッジとわざマシン24「10まんボルト」が貰える。
名前はミカン科の植物のシトロンから。
マーシュ
声 - 上田瞳（ポケマス）
クノエジムのジムリーダーで、フェアリータイプの使い手。キャッチコピーは「歴史の国から 来た 乙女」。
妖精を連想させる格好に、特徴的な目をした女性。ジョウト地方出身らしく、京都弁を話す。本業はデザイナーで、「ポケモンになりたい」という希望を抱いており、その気持ちをモチーフにした独創的な振り袖をデザインしている。人に弱みを見せない性格で、表情も営業スマイルでごまかしているらしい。
本作で初登場するフェアリータイプを使うジムリーダーである。ジムの内部はドールハウスで、ワープパネルに乗って部屋を移動していく。使用ポケモンはクチート・バリヤード・ニンフィア。エースはニンフィア。
バトルに勝利するとフェアリーバッジとわざマシン99「マジカルシャイン」が貰える。
名前は植物のノヂシャのフランス語のマーシュから。
ゴジカ
声 - 進藤尚美（ポケマス）
ヒャッコクジムのジムリーダーで、エスパータイプの使い手。キャッチコピーは「星明かりで 道を つくる人」。
星の形をしたイヤリングに裏地が星空のマントを羽織っている女性。占い師をやっており、独特の言い回しが特徴的。バトル後に主人公をスタート地点へとテレポートさせる能力も持つ。
ジムの内部は魔方陣に乗ると不思議な別世界が広がり、球状の迷路を進んでいく。使用ポケモンはシンボラー・ヤドキング・ニャオニクス(♀)。エースはニャオニクス。
バトルに勝利するとサイキックバッジとわざマシン04「めいそう」が貰える。
名前は多年草のゴジカから。
ウルップ
声 - 松田健一郎（ポケマス）
エイセツジムのジムリーダーで、こおりタイプの使い手。キャッチコピーは「熱く 厚い 堅氷」。
肥満体が特徴の老人で、勝負の前に腹を叩くのが癖。「あれだよ」が口癖。白いタンクトップの上から水色のコートをマントのように羽織っている。既婚者で子供が二人おり、首から下げているロケットペンダントには家族の写真が入っている。ハチクマンの映画を観て映画館で号泣したらしい。まよいの森にあるトレーナーから捨てられたポケモン達が集まる「ポケモンの村」に度々通っている。
ジムの内部はパズル方式で、スイッチを踏むと足場が回転し、操作して道を繋げていく。使用ポケモンはユキノオー・フリージオ・クレベース。エースはクレベース。
バトルに勝利するとアイスバーグバッジとわざマシン13「れいとうビーム」が貰える。
名前はオオバコ科の多年草のウルップソウから。

### 四天王・チャンピオン
本作の四天王は『ブラック・ホワイト』シリーズと同じく誰からでも挑戦可能なため、全員の手持ちポケモンのレベルは同じ。先発とエース格のポケモンは全て本作で初登場したポケモンである。
ジムリーダーと同じく全員がバトルシャトーで爵位を持っており、デュークorダッチェス以上（カルネはグランデュークorグランダッチェス）になるとバトルシャトーにたまに現れる。
本作ではポケモンリーグでの四天王・チャンピオン手持ちポケモンの構成が変更されることは無く、バトルシャトーでの再戦がその代替となっている。
ズミの「みず」タイプとガンピの「はがね」タイプは四天王戦としては本作が初となる。また、この2つのタイプとドラセナの「ドラゴン」タイプは過去作でチャンピオンの使用タイプになったことがある。
パキラ
声 - 井上麻里奈（ジェネレーションズ） / 三石琴乃（ポケマス） / 種﨑敦美（Evolutions）
「火炎の間」にいる四天王で、ほのおタイプの使い手。ピンク色の髪で、赤いサングラスをかけた女性。カロス地方のアナウンサーも兼ねており、いつの間に通信で受信したポケモンの最新ニュースの解説も行っている。事務的な話し方だが、素顔は苛烈な性格で、再戦時は主人公に対し「憎たらしい」と言葉を投げつける。その理由は殿堂入り後のとあるイベントで明らかになる。
その正体はフレア団の大幹部。幹部に命令を下しているため、フレア団の中ではフラダリに次ぐ地位にいたと推測出来る。本性は苛烈さに輪を掛けて冷酷かつ残忍であり、ハンサムとの裏取引をいいことにクセロシキを裏切り、切り捨てた。執事であり、幹部のアカマロの話によれば部下に対し、暴力で制裁をすることもあるらしい。フレア団が実質壊滅してもなお、フレア団の理想を盲信している。マスメディアで情報操作し、ジムリーダーやチャンピオンたちを監視するスパイであった可能性がある。
使用ポケモンはカエンジシ（♀）・コータス・シャンデラ・ファイアロー。エースはファイアロー。
名前はアオイ科の植物のパキラから。
ズミ
声 - 堀越省之助（ポケマス）
「水門の間」にいる四天王で、みずタイプの使い手。金髪で三白眼の男性。芸術肌の料理人でもあり、ポケモンバトルは芸術に値するかを問われ、それに対し「いいえ」を選ぶと罵倒される。
使用ポケモンはブロスター・スターミー・ギャラドス・ガメノデス。エースはガメノデス。
名前はバラ科の植物のズミから。
ガンピ
声 - 赤城進（ポケマス）
「鋼鉄の間」にいる四天王で、はがねタイプの使い手。甲冑を身にまとった男性。四天王の中では唯一主人公の側まで歩み寄る。バトルに勝利すると主人公を好敵手として認める。四天王の中では唯一まともだが、最初の相手として選ぶと、バトル後に自分が一番強いと思っていることを含むような発言をする。
使用ポケモンはクレッフィ・ハッサム・ダイノーズ・ギルガルド。エースはギルガルド。
名前はジンチョウゲ科の植物のガンピから。
ドラセナ
声 - 長谷川暖（ポケマス）
「竜章の間」にいる四天王で、ドラゴンタイプの使い手。おおらかな性格で、常に笑顔を見せている女性。祖父母がシンオウ地方出身。先述の3人とは異なり、勝負後のセリフは主人公の去り際に出す。彼女を2番目の相手として選ぶと、何故かバトル後に怒る。
使用ポケモンはドラミドロ・チルタリス・クリムガン・オンバーン。エースはオンバーン。
名前はスズラン科の植物のドラセナから。
カルネ
声 - 大原さやか（ジェネレーションズ） / 久川綾（ポケマス） / 三石琴乃（Evolutions）
「光の間」にいるポケモンリーグチャンピオン。カロス地方を代表する大女優で、実力ある主人公達に興味を抱く。背中に大きな羽根が付いた白い衣装を着ている。メガシンカさせるための道具である「メガチャーム」を所持し、メガシンカも使いこなす。
使用ポケモンはルチャブル・ガチゴラス・アマルルガ・パンプジン・ヌメルゴン・サーナイト。エースはサーナイトで必ず最後に登場し、さらにメガシンカさせてくる。

### フレア団
今作の悪の組織。赤いスーツに赤いサングラス、赤い髪が特徴。「スマート」が信条。
フラダリ
声 - 東地宏樹（ジェネレーションズ） / 大塚明夫（ポケマス） / 土師孝也（Evolutions）
フレア団のボス。ライオンのような赤髪が特徴で、スーツを身に纏った男性。奪い合いが絶たない「醜い」現実を憂いており、「美しい世界」を理想に掲げて行動している。
表向きはホロキャスターを開発したフラダリラボのトップ。ホロキャスターの売り上げで、ポケモントレーナーやポケモン研究を支援している。プラターヌ博士と親交があり、ミアレシティで「フラダリカフェ」も経営している。3000年前に存在した王の弟の子孫とされているが、本人は「怪しいものだ」と懐疑的である。
最終目的は、過去にAZが使用して当時のカロス地方を壊滅させた最終兵器を復活させて、「醜い」と考えている今の世界を全て滅ぼしてしまうことである。フレア団の団員は「フレア団に入ってその一員となれば、最終兵器が作動した際にも生き残ることができる」として誘うとともに入団資金を集め、それと自身の富で最終兵器の復活を進めていた。この行為をフラダリ自身は必要悪と考えており彼なりの罪悪感もあり、起動間近の際には涙を流していた。最終的には、最終兵器の要であるゼルネアス/イベルタルを主人公にゲットされ、自身もメガギャラドスを使い勝負を挑むも敗北、それでも最終兵器の起動を強行するが、主人公たちと別行動していたティエルノとトロバがその動力として生贄にされる寸前だったポケモンたちを救出・解放していたことと、伝説のポケモンを主人公をゲットされたことによってエネルギーが足りず、最終兵器は不完全にしか起動せず暴発、それに巻き込まれて消息不明となる。
最終戦では最終兵器を制御するための装置を身に付けた姿で登場する。背中からアームのようなものが生え、目には赤いサングラスをかける。さらにモンスターボールの投げ方も今までより乱暴になっている。メガリングは指輪型。
使用ポケモンはコジョフー・ヤミカラス・カエンジシ（♂）・ギャラドス。2回目以降はコジョフーとヤミカラスがコジョンドとドンカラスに進化し、最終戦ではギャラドスをメガシンカさせる。
『ウルトラサン・ウルトラムーン』では野望が実現した世界からウルトラホールでエーテルパラダイスに転送され、レインボーロケット団の城を守っている。手持ちはコジョンド、ドンカラス、カエンジシ♂、メガギャラドスに加えて、エースとして『ウルトラサン』ではゼルネアス、『ウルトラムーン』ではイベルタルを使用。
パキラ
フレア団の大幹部。
フレア団としての使用ポケモンはカエンジシ（♀）のみ。
クセロシキ
フレア団の科学者の一人。「……ゾ」が口癖。科学者の中では唯一の男性で、リーダー的存在。肌が青白い。彼とバトルをした後、最終兵器を起動する赤と青のスイッチの選択を主人公に委ねるが、主人公が停止スイッチを押しても、最終兵器を起動させてしまう。
殿堂入り後のハンサムのイベントにも登場し、エクスパンションスーツの研究・実験を行っており、マチエールを操りミアレ美術館の落書き事件および連続窃盗事件を引き起こしたが、パキラからの処分を主人公が伝達しに来たことにより、駆けつけたハンサムに逮捕される。
使用ポケモンはクロバット・カラマネロ。
コレア
フレア団の科学者の一人。紫髪の女性。バラとのコンビで行動しており、ボール工場を乗っ取り、社長を脅していた。バラとはとても仲がいい。
使用ポケモンは1回目がライボルト、2回目はドラピオンが加わる。
アケビ
フレア団の科学者の一人。オレンジ髪の女性。カロス発電所を乗っ取り、ミアレシティへ送られる電気を奪っていた。能天気でお気楽な性格である。
使用ポケモンは1回目がグラエナ、2回目はクリムガンが加わる。
バラ
フレア団の科学者の一人。緑髪の女性。コレアとのコンビで行動し、ボール工場で出会う。コレアとはとても仲がいい。
使用ポケモンは1回目がレパルダス、2回目はキリキザンが加わる。
モミジ
フレア団の科学者の一人。青髪の女性。フロストケイブにいたユキノオーを捕らえようとしていた。科学者の中でもプライドが高い。バトルをRPGに例えることが多い。
使用ポケモンは1回目がヘルガー、2回目はマニューラが加わる。
どの言語でも、コレアはC、アケビはA、バラはB、モミジはMで始まる名前になっている。
アカマロ
フレア団の幹部。本編には登場せず殿堂入り後のあるイベントにて登場する。
パキラに執事として仕えているが、同時にパキラからの「制裁」を非常に恐れている。
使用ポケモンはウォーグル。

### バトルシャトレーヌ
バトルハウスのオーナーである四姉妹。全員が九州弁で喋る。過去作におけるフロンティアブレーン等のような存在。
元々はホウエン地方出身で、九州弁なのはそのため（ホウエン地方のモデルは九州地方）。『オメガルビー・アルファサファイア』にも登場する。
ラニュイ
声 - 加隈亜衣（ポケマス）
シャトレーヌ四姉妹の四女。シングルバトル担当。「ぺろぺろりーん」等、特徴的な口癖が飛び出すお気楽な性格。
使用ポケモンはノーマルがプクリン・ブーピッグ・ブニャット、スーパーがトルネロス・ボルトロス・ランドロス。
ルスワール
声 - 高野麻里佳（ポケマス）
シャトレーヌ四姉妹の三女。ダブルバトル担当。控えめで腰の低い性格。
使用ポケモンはノーマルがペルシアン・オコリザル・パチリス・ネオラント、スーパーがライコウ・エンテイ・スイクン・ラティオス。
ラジュルネ
声 - 種﨑敦美（ポケマス）
シャトレーヌ四姉妹の次女。トリプルバトル担当。きつい目つきで強気な性格。
使用ポケモンはノーマルがレアコイル・キリンリキ・マグカルゴ・イノムー・エルフーン・ドラミドロ、スーパーがフリーザー・サンダー・ファイヤー・レジロック・レジアイス・レジスチル。
ルミタン
声 - 中原麻衣（ポケマス）
シャトレーヌ四姉妹の長女。ローテーションバトル担当。ややおっとりな落ち着いた性格。
使用ポケモンはノーマルがマンタイン・マルノーム・メブキジカ・クレッフィ、スーパーがラティアス・コバルオン・テラキオン・ビリジオン。

## 地理
本作の舞台はカロス地方と呼ばれる。モデルとなったのはフランス。殿堂入り後にもらえる「カロスバッジ」には本物のフランスに実在するエッフェル塔が描かれている。
フランスがモデルだが、カロス地方として描かれているのは主に北フランス部分だけであり、南フランス部分は存在しない。
カロス地方は大都会ミアレシティを中心に東西に周回ルートがある。また、カロス図鑑は地域によって3種類に分類されており、アサメタウンから地つなぎの洞穴にかけての南部がセントラルカロス、コウジンタウンからヒヨクシティにかけての西部がコーストカロス、13番道路からチャンピオンロードにかけての北部〜東部がマウンテンカロスとなっている。

### 都市・町
アサメタウン
冒険の始まりの場所である。主人公の家がある。
メイスイタウン
2番目の町で、主人公はここでライバルたちと出会い最初のポケモンを選ぶ。ポケモンセンターはないが、回復やモンスターボールを売る店が個別に存在する。
ハクダンシティ
ロゼリア像の大きな噴水がシンボルとなる町。主人公が初めてジム戦を挑むジムがある。
ミアレシティ
地図の中心のあたりにあるカロス地方最大の都市。この街のシンボルともいえるプリズムタワーはジムを兼ねている。プラターヌ博士の研究所もここにある。ストーリー前半では停電のためサウスサイドストリートしか入る事が出来ないが、発電所復旧後はノースサイドストリートやプリズムタワーにも入れるようになる。他の都市よりも広大かつ複雑に入り組んでおり、ポケモンセンターも3つ存在する。
また、この町のプリズムタワーが『大乱闘スマッシュブラザーズ for Nintendo 3DS』のステージの1つとして、「プリズムタワー」という名前で登場する。
『Pokémon LEGENDS Z-A』の舞台である。
アニメ『ポケットモンスター XY』ではこの町の近くに空港がある。
コボクタウン
かつての領主の居城だったショボンヌ城の城下町。姓名判断師はこの町のポケモンセンターにいる。
コウジンタウン
海沿いに位置する街。水族館やカセキ研究所がある。
ショウヨウシティ
崖と海に挟まれた町。起伏を生かした自転車用レースコースが整備されており、途中に地つなぎの洞穴の北側坑口もある。自転車屋があり、ここで自転車を入手出来る。また、マッサージ師の女性がいる。
セキタイタウン
古代遺跡が残る町で、3つの隆起状の石がある。フレア団が最終兵器を起動すると花のような形状の最終兵器が石のあったところに出現し、フレア団壊滅後は大穴が残る。
シャラシティ
北西部の町。マスタータワーがあり、主人公はここでメガシンカについて知ることになる。
ヒヨクシティ
カロス北部の港町。ヒルトップエリアとシーサイドエリアに分かれており、モノレールで移動する。
クノエシティ
カロス地方最北端にある、自然に囲まれた町。技教えの家やポケモン大好きクラブがあり、大好きクラブの女性に話しかけると先頭の手持ちポケモンのなつき度を評価する。モンスターボールが製造されるボール工場もここに建っている。
フウジョタウン
北東部の寒い地域にある、風車がシンボルの町。忘れオヤジとマダムメモリアルがおり、伝説のポケモンについての言い伝えを聞く。
ヒャッコクシティ
オーパーツともいえる日時計がある。ただし、日時計が動いている時間は1時間程度と短い。
レンリタウン
川岸に作られた町。大きな滝がシンボルとなっている。駅も存在するが列車に乗る事はできない。ベンチには若い頃のプラターヌが未来の自分に宛てた手紙が残っている。
エイセツシティ
ユキノオーや町の中央にあるポケモンジムからの冷気のため、一面雪に覆われている。
ポケモンリーグ
カロス地方でのポケモンリーグが開催される場所。建物の中は「火炎の間」「水門の間」「鋼鉄の間」「竜章の間」と呼ばれる4つの部屋に分かれており、それぞれの部屋で四天王が待ち構えている。四天王全員に勝利すると「光の間」へ行くことができ、チャンピオン・カルネとのバトルになる。
また、『大乱闘スマッシュブラザーズ for Wii U』のステージの1つとして、「カロスポケモンリーグ」という名前で登場する。原作同様に乱闘中は4つの部屋に切り替わり、それぞれ異なったギミックを見せる。
キナンシティ
他の町から大きく離れた南東部にある町。殿堂入り後に来られるようになり、ミアレシティからTMVに乗って来られる。町の中心部にはバトルハウスがあり、フレンドサファリもある。道路や水道でつながっていないため、他の町から徒歩（自転車等を含む）やそらをとぶ以外のひでんマシン技では行く事が出来ない。

### 道路
今作の道路は副名称がついている（道路に入った時と、道路番号が書かれた標識を調べると表示）。前作同様道路番号はリセットされており、シリーズで初めて、水道が一切存在しない。
1番道路（アサメの小道）
アサメタウンとメイスイタウンを結ぶ短い道路。本作の道路では唯一、草むらが存在せず、野生のポケモンが出現しない。
2番道路（アバンセ通り）
メイスイタウンとハクダンの森を結ぶ道。ここから野生ポケモンおよびバトルを挑んでくるトレーナーが現れる。
3番道路（ウベール通り）
ハクダンの森とハクダンシティを結ぶ道。
4番道路（パルテール街道）
ハクダンシティとミアレシティを結ぶ道。道の中ほどに池があり、わきには植え込みの迷路がある。
5番道路（ベルサン通り）
ミアレシティとコボクタウンを結ぶ道。ローラースケートで滑るレールが初登場。
6番道路（パレの並木道）
コボクタウンとパルファム宮殿を結ぶ道。中央のまっすぐな並木道と、東西の草むらが生い茂った道の3つのルートがあるが、東西の道は宮殿側からしか通れない。
7番道路（リビエールライン）
コボクタウンから西の地つなぎの洞穴までほぼまっすぐに延びる道。初めて訪れた時は橋の上にカビゴンが寝ていて、起こさないと通れない。きのみ畑やバトルシャトー、ポケモン育て屋がある。
8番道路（ミュライユ海岸）
海岸通りとその東側の産地の崖の2つに分かれた道で、崖の道は地つなぎの洞穴の南側坑口とコウジンタウンを、海岸の道はコウジンタウンとショウヨウシティを結ぶ。スカイバトルを挑んでくるスカイトレーナーが初登場する。
9番道路（トゲトゲ山道）
コウジンタウンから東に延びる山道。岩肌が荒いためサイホーンに乗って進むことになる。東側には輝きの洞窟の入口がある。
10番道路（メンヒルロード）
ショウヨウシティとセキタイタウンを結ぶ道。石がたくさん立ち並んでいる。セキタイタウンに最終兵器があるときは入れない。
11番道路（ミロワール通り）
セキタイタウンから東の山地のふもとに続く道。ここから映し身の洞窟を通ってシャラシティに行くことができる。
12番道路（フラージュ通り）
シャラシティからヒヨクシティを結ぶ道。川が横切っているため「なみのり」がないと通れない。東の海岸からはアズール湾に行ける。メェール牧場があり、ここでメェークルに乗ることで段差を越えられる。
13番道路（ミアレの荒野）
ヒヨクシティとミアレシティを結ぶ砂漠地帯。ここでは朝と夕刻近く砂嵐が吹いている。ポケモンもダグトリオやナックラー、フカマルが地中に生息している。発電所もここに立っている。レアコイル・ノズパスはここで進化させることが可能。
14番道路（クノエの林道）
ミアレシティとクノエシティを結ぶ林道。途中に沼地があり、深いところは「なみのり」で移動する。北西の民家では怖い話が聞ける。
15番道路（ブラン通り）
クノエシティとフウジョタウンを結ぶ道。「かいりき」で道をふさぐ岩を動かして穴に落とすことで下の16番道路にも行き来できるようになる。
16番道路（トリスト通り）
フウジョタウンとミアレシティを結ぶ道。川下の池のほとりにはつりハウスがある。上の15番道路には道をふさぐ岩を15番道路側から落とさないと通れない。今作で道路同士のつながりがあるのはここ16番道路と上の15番道路のみである。
17番道路（マンムーロード）
フウジョタウンとヒャッコクシティを結ぶ道。一面雪におおわれており、深い雪をマンムーに乗っていくことになる。また、ここでの戦闘は天候が霰になる。
18番道路（エトロワ・バレ通り）
ヒャッコクシティとレンリタウンを結ぶ道。途中には終の洞窟の入り口が3か所あり、民家ではタイプ相性が逆になる「さかさバトル」を挑んでくるトレーナー・サカサがいる。
19番道路（ラルジェ・バレ通り）
レンリタウンとエイセツシティを結ぶ道。沼地に長いつり橋がかかっていて、初めて来たときはそこでサナたちがバトルを挑んでくる。
20番道路（迷いの森）
エイセツシティの南西の森林地帯で、ポケモンの村に通じている。いくつものエリアに複数の出入り口があり、一部は空間がねじれている。エイセツ側のエリアには、イーブイをリーフィアに進化させるためのコケに覆われた岩がある。
21番道路（デルニエ通り）
エイセツシティとバッジチェックゲートを結ぶ道。道自体は長くないが、南西には「かいりき」で動かす岩のパズルが存在する。
22番道路（デトルネ通り）
バッジチェックゲートとハクダンシティを結ぶ道。南の川べりには空ろの間が口をあけている。

### 建物・ダンジョン・自然
ハクダンの森（ハクダンのもり）
メイスイタウンとハクダンシティの間にある森林地帯。地形はカントー地方のトキワの森に非常に似ている。生息するポケモンもトキワの森を意識しておりピカチュウやキャタピーに加えコフキムシやヤナップ、ヒヤップ、バオップなどが生息。
パルファム宮殿（パルファムきゅうでん）
コボクタウンの北西にある宮殿。見学するには料金が必要。中庭にはレシラムとゼクロムの像がある。
地つなぎの洞穴（じつなぎのどうけつ）
カロス西部の山岳地帯に掘られた洞窟で、コボクタウンとコウジンタウン、ショウヨウシティを結ぶ。最初は南側の道を通ることになるが、ショウヨウ側から入って「かいりき」で道をふさぐ岩を動かして穴に落とすことでショートカット出来るようになる。
輝きの洞窟（かがやきのどうくつ）
コウジンタウン東側の山の中に掘られた洞窟。奥には化石採掘場があり、ポケモンの化石が入手出来る。
映し身の洞窟（うつしみのどうくつ）
シャラシティ南部の山地を貫く洞窟。壁の一部が鏡のようになっており、鏡のような壁に向いているポケモントレーナーでも後ろを通ると目が合うようになっている。中では自転車に乗れない。
アズール湾（アズールわん）
ヒヨクシティ北西部の海域で、12番道路から行く事が出来る。いくつかの島があり、そのうちのひとつには海神(わだつみ)の穴がある。
カロス発電所（カロスはつでんしょ）
13番道路の荒野の中にある、カロス地方の電力をすべて賄う発電所。最初はフレア団に占拠されている。
ボール工場（ボールこうじょう）
クノエシティにあるモンスターボール製造工場で、カロス地方で使われる各種モンスターボールは全てここで生産されている。最初はフレア団に占拠されていた。
荒れ果てホテル（あれはてホテル）
フウジョタウン西にある、ホテルの廃墟。かつて悲しい出来事があり寂れたとされている。15番道路側と16番道路側に分かれている。火曜日にはここのゴミ箱にロトムが潜んでいる事がある。
フロストケイブ
フウジョタウン北部の豪雪地帯にある洞窟およびそれにつながる道路。中は一部床が凍りついている。一室にはイーブイをグレイシアに進化させるための氷の岩がある。ここの奥でユキノオーがフレア団に狙われていた。映し身の洞窟同様、中では自転車に乗れない。
フラダリラボ
ミアレシティのフラダリカフェ地下にある、フレア団の研究施設。B1Fは矢印パネルとワープパネルの迷路となっており、B3Fには最終兵器の起動スイッチがある。
フレア団秘密基地（フレアだんひみつきち）
セキタイタウンの地下にある最終兵器の基地。ここでゼルネアス・イベルタルと遭遇し、またフラダリとの最終決戦が行われる。
イベント後は入り口が崩れ２度と入れなくなる。
終の洞窟（ついのどうくつ）
18番道路の途中にある洞窟。かつては炭鉱だったが、化け物がいると噂されたため閉山していた。奥深くには伝説のポケモン・ジガルデが身をひそめているが、殿堂入り前は奥まで行けない。3つの入り口があり、その内の1つは広い洞窟だが、残りの2つはアイテムが1つ置いてあるだけの小さな洞窟である。
ポケモンの村（ポケモンのむら）
エイセツシティの南西にある森（20番道路）の奥にあり、トレーナーに捨てられたポケモンが暮らしている暮らす自然豊かな場所である。ウルップもよく訪れている場所。一角にはななしの洞窟があり、伝説のポケモン・ミュウツーがいる。木曜日にはここのゴミ箱にジュペッタが潜んでいる事がある。
チャンピオンロード
バッジチェックゲートの北にある山地のダンジョン。山の内外を行き来して進んでいく。一部は遺跡になっている。

## 音楽
| 発売日         | タイトル                                                       |
| -------------- | -------------------------------------------------------------- |
| 2013年11月13日 | ニンテンドー3DS ポケモン X・Y スーパーミュージックコレクション |

## ポケモングローバルリンク
ポケモングローバルリンク（PGL）は、『X・Y』とウェブサイトを連動させるウェブサイト。前作にも存在したが、大幅にリニューアルされている。

### 機能
- マイページ - 登録しているソフトの情報が閲覧できる。
- タイムライン - ゲーム内での冒険の軌跡や出来事などが記録されている。
- ポケマイルクラブ - 入手した「ポケマイル」をアイテムと交換したり、アトラクションで遊ぶことが出来る。
  - アトラクション -  ポケマイルポイントを消費して遊ぶブラウザゲーム。クリアするとアイテムが貰える。2014年1月14日のメンテナンス直後から公開。
- レーティングバトル - レーティングバトルのランキングが閲覧できる。『ブラック・ホワイト』版（以下、「BW版」）PGLのグローバルバトルユニオンに相当する機能。
- GTS - ゲーム内のGTSで交換したポケモンや交換した相手の情報が閲覧できる。
- メダル - 主人公が一定の条件を満たすことで得られる「メダル」が閲覧できる。『ブラック2・ホワイト2』のゲーム内にあったメダル機能と同等の機能だが、ゲーム内ではメダルを閲覧することは出来ず、PGL限定の要素となっている。
- 写真 - ゲーム内で撮影した写真が閲覧できる。
- フレンドリスト - 「ともだち」「しりあい」の情報が閲覧できる。

### 変更点
- BW版ではAdobe Flashが多用されていたが、X・Y版では使用されていない。
- ゲームシンクをレポート中に自動でするようになった。
- スマートフォンからの閲覧も可能になった。
- BW版では自分を現す「アバター」のアイコンを道具やポケモンなどから選択できたが、X・Y版では主人公の顔アイコンになっている。
- 「ポケモンドリームワールド」が廃止された。これによってポケモンを眠らせる、ポケモンと仲良くなりゲームに送る、きのみを栽培する、家や家具を設置するなど一連の遊び方は不可能となった。
  - 道具を入手し、ゲーム内に送るという要素は「ポケマイルクラブ」に受け継がれている。
- 「あんしんメール」が廃止された。
- Cギアや図鑑のスキンを変更できる「カスタマイズ」が廃止された。

## キャンペーン
- 2013年10月12日から2014年1月15日の期間限定で、メガストーン「バシャーモナイト」を持っているアチャモがプレゼントされた。このアチャモは隠れ特性「かそく」を持っている[14]。

## 不具合
『ポケットモンスター』シリーズは、どの作品でも何らかの不具合が明らかになっていたが、今作では次のような不具合が確認されている（2013年12月現在）。
- ミアレシティの「サウスサイドストリート」「ノースサイドストリート」でレポート（セーブ）を行いゲームを終了して再開するとフリーズして操作出来なくなる。
- GTSでポケモンの条件の絞り込みを行うと、「通信エラーです」と表示される。
  - 以上の不具合はニンテンドーeショップで2013年10月25日配信の更新データ(ver. 1.1)で修正された[15]。
- 「ミラクル交換」によって進化したポケモンが、進化した際に新たに覚えたわざが反映されていないことがある。
- ミアレシティのイベントで、「トレーナープロモ」のキャッチコピーがもらえないことがある。
  - 以上の不具合はニンテンドーeショップで2013年12月13日配信の更新データ(ver. 1.2)で修正された[16]。